# Liga Narodów w Piłce Siatkowej Mężczyzn 2018
Liga Narodów w Piłce Siatkowej Mężczyzn 2018 (ang. 2018 FIVB Volleyball Men's Nations League) – 1. edycja międzynarodowego turnieju siatkarskiego zorganizowanego przez Międzynarodową Federację Piłki Siatkowej (FIVB) dla 16 narodowych reprezentacji.
Rywalizacja składała się z dwóch faz: fazy grupowej oraz turnieju finałowego. Turniej finałowy rozegrany został w dniach 4-8 lipca na Stade Pierre-Mauroy w Villeneuve-d’Ascq we Francji niedaleko Lille.
Pierwszym zwycięzcą Ligi Narodów została reprezentacja Rosji, pokonując w finale reprezentację Francji. Brązowy medal zdobyła reprezentacja Stanów Zjednoczonych.

## System rozgrywek

### Faza grupowa
W fazie grupowej udział brało 16 reprezentacji narodowych podzielonych na dwie kategorie - stałych uczestników oraz drużyn pretendujących. Stali uczestnicy mieli zapewniony udział w rozgrywkach w kolejnym roku niezależnie od osiągniętego wyniku, natomiast pretendenci byli zagrożeni spadkiem.
Rywalizacja w fazie grupowej toczyła się przez pięć tygodni. Reprezentacje rozegrały między sobą po jednym spotkaniu w ramach turniejów grupowych. W każdym tygodniu odbywały się cztery turnieje organizowane przez poszczególnych uczestników. Łącznie odbyło się 20 turniejów. Każdy ze stałych uczestników był gospodarzem przynajmniej jednego turnieju grupowego. W każdym turnieju udział brały cztery reprezentacje. Po rozegraniu wszystkich 120 spotkań fazy grupowej pięć najwyżej notowanych zespołów uzyskało awans do turnieju finałowego. W turnieju finałowym brał udział także jego gospodarz.
Najgorszy zespół spośród pretendentów traci miejsce w Lidze Narodów na rzecz zwycięzcy Challenger Cup.

### Turniej finałowy
W turnieju finałowym udział brało 6 reprezentacji wyłonionych w fazie grupowej. Zespoły te podzielone były na dwie grupy, w każdej po trzy drużyny. W grupach drużyny między sobą rozegrały po jednym spotkaniu. Awans do półfinałów uzyskały dwa najlepsze zespoły z każdej z grup. W półfinałach utworzone zostały pary według zasady: zwycięzca grupy przeciwko drużynie z 2. miejsca z grupy przeciwnej. Zwycięzcy półfinałów grali o zwycięstwo w całym turnieju, natomiast pokonani - o brązowy medal.

## Drużyny uczestniczące
W Lidze Narodów 2018 udział brało 16 reprezentacji. Przy doborze uczestników przez FIVB kluczową rolę odgrywała popularność piłki siatkowej w danym kraju i możliwości marketingowe z nią związane, a nie ranking FIVB czy jakikolwiek inny wskaźnik.
| Kategoria        | Reprezentacja     | Ranking FIVB (7 lipca 2017) |
| ---------------- | ----------------- | --------------------------- |
| Stali uczestnicy | Argentyna         | 7. miejsce                  |
| Stali uczestnicy | Brazylia          | 1. miejsce                  |
| Stali uczestnicy | Chiny             | 20. miejsce                 |
| Stali uczestnicy | Francja           | 9. miejsce                  |
| Stali uczestnicy | Iran              | 8. miejsce                  |
| Stali uczestnicy | Japonia           | 12. miejsce                 |
| Stali uczestnicy | Niemcy            | 10. miejsce                 |
| Stali uczestnicy | Polska            | 3. miejsce                  |
| Stali uczestnicy | Rosja             | 4. miejsce                  |
| Stali uczestnicy | Serbia            | 11. miejsce                 |
| Stali uczestnicy | Stany Zjednoczone | 2. miejsce                  |
| Stali uczestnicy | Włochy            | 4. miejsce                  |
| Pretendenci      | Australia         | 16. miejsce                 |
| Pretendenci      | Bułgaria          | 14. miejsce                 |
| Pretendenci      | Kanada            | 6. miejsce                  |
| Pretendenci      | Korea Południowa  | 21. miejsce                 |

## Grupy fazy grupowej
Poniżej przedstawione zostało zestawienie turniejów grupowych w poszczególnych tygodniach.
| Tydzień 1                                 | Tydzień 1                                           | Tydzień 1                             | Tydzień 1                                 | Tydzień 1 |
| Grupa 1 Rouen, Francja                    | Grupa 2 Ningbo, Chiny                               | Grupa 3 Katowice / Kraków, Polska     | Grupa 4 Kraljevo, Serbia                  |           |
| ----------------------------------------- | --------------------------------------------------- | ------------------------------------- | ----------------------------------------- | --------- |
| Australia Francja Iran Japonia            | Argentyna Bułgaria Chiny Stany Zjednoczone          | Kanada Polska Rosja Korea Południowa  | Brazylia Niemcy Włochy Serbia             |           |
| Tydzień 2                                 |                                                     |                                       |                                           |           |
| Grupa 5 Sofia, Bułgaria                   | Grupa 6 Goiânia, Brazylia                           | Grupa 7 San Juan, Argentyna           | Grupa 8 Łódź, Polska                      |           |
| Australia Bułgaria Rosja Serbia           | Brazylia Japonia Korea Południowa Stany Zjednoczone | Argentyna Kanada Iran Włochy          | Chiny Francja Niemcy Polska               |           |
| Tydzień 3                                 |                                                     |                                       |                                           |           |
| Grupa 9 Ottawa, Kanada                    | Grupa 10 Osaka, Japonia                             | Grupa 11 Ufa, Rosja                   | Grupa 12 Aix-en-Provence, Francja         |           |
| Australia Kanada Niemcy Stany Zjednoczone | Bułgaria Włochy Japonia Polska                      | Brazylia Chiny Iran Rosja             | Argentyna Francja Serbia Korea Południowa |           |
| Tydzień 4                                 |                                                     |                                       |                                           |           |
| Grupa 13 Seul, Korea Południowa           | Grupa 14 Ludwigsburg, Niemcy                        | Grupa 15 Hoffman Estates, USA         | Grupa 16 Warna, Bułgaria                  |           |
| Australia Chiny Włochy Korea Południowa   | Argentyna Niemcy Japonia Rosja                      | Iran Polska Serbia Stany Zjednoczone  | Brazylia Bułgaria Kanada Francja          |           |
| Tydzień 5                                 |                                                     |                                       |                                           |           |
| Grupa 17 Melbourne, Australia             | Grupa 18 Jiangmen, Chiny                            | Grupa 19 Teheran, Iran                | Grupa 20 Modena, Włochy                   |           |
| Argentyna Australia Brazylia Polska       | Kanada Chiny Japonia Serbia                         | Bułgaria Niemcy Iran Korea Południowa | Francja Włochy Rosja Stany Zjednoczone    |           |

## Faza grupowa

### Tabela
| Lp. | Drużyna           | Mecze | Mecze   | Mecze   | Pkt | Sety | Sety | Sety  | Małe punkty | Małe punkty | Małe punkty |
| Lp. | Drużyna           | M     | W (3:2) | P (2:3) | Pkt | wyg. | prz. | ratio | zdob.       | str.        | ratio       |
| --- | ----------------- | ----- | ------- | ------- | --- | ---- | ---- | ----- | ----------- | ----------- | ----------- |
| 1.  | Francja           | 15    | 12 (2)  | 3 (1)   | 35  | 38   | 16   | 2.375 | 1295        | 1140        | 1.136       |
| 2.  | Rosja             | 15    | 11 (0)  | 4 (1)   | 34  | 36   | 14   | 2.571 | 1191        | 1096        | 1.087       |
| 3.  | Stany Zjednoczone | 15    | 11 (2)  | 4 (2)   | 33  | 37   | 19   | 1.947 | 1294        | 1183        | 1.094       |
| 4.  | Serbia            | 15    | 11 (4)  | 4 (0)   | 29  | 33   | 24   | 1.375 | 1289        | 1255        | 1.027       |
| 5.  | Brazylia          | 15    | 10 (2)  | 5 (2)   | 30  | 34   | 21   | 1.619 | 1280        | 1213        | 1.055       |
| 6.  | Polska            | 15    | 10 (1)  | 5 (0)   | 29  | 32   | 19   | 1.684 | 1221        | 1124        | 1.086       |
| 7.  | Kanada            | 15    | 8 (0)   | 7 (1)   | 25  | 29   | 24   | 1.208 | 1219        | 1227        | 0.993       |
| 8.  | Włochy            | 15    | 8 (2)   | 7 (2)   | 24  | 30   | 28   | 1.071 | 1315        | 1296        | 1.015       |
| 9.  | Niemcy            | 15    | 7 (1)   | 8 (3)   | 23  | 29   | 30   | 0.967 | 1299        | 1307        | 0.994       |
| 10. | Iran              | 15    | 7 (2)   | 8 (2)   | 21  | 29   | 30   | 0.967 | 1355        | 1344        | 1.008       |
| 11. | Bułgaria          | 15    | 6 (3)   | 9 (2)   | 17  | 26   | 34   | 0.765 | 1288        | 1351        | 0.953       |
| 12. | Japonia           | 15    | 6 (4)   | 9 (1)   | 15  | 23   | 37   | 0.622 | 1301        | 1374        | 0.947       |
| 13. | Australia         | 15    | 5 (1)   | 10 (1)  | 15  | 21   | 35   | 0.600 | 1236        | 1340        | 0.922       |
| 14. | Argentyna         | 15    | 4 (0)   | 11 (3)  | 15  | 23   | 34   | 0.676 | 1270        | 1326        | 0.958       |
| 15. | Chiny             | 15    | 3 (1)   | 12 (1)  | 9   | 15   | 39   | 0.385 | 1173        | 1291        | 0.909       |
| 16. | Korea Południowa  | 15    | 1 (0)   | 14 (3)  | 6   | 11   | 42   | 0.262 | 1108        | 1267        | 0.875       |

Źródło: volleyball.world
Punktacja: 3:0 i 3:1 – 3 pkt; 3:2 – 2 pkt; 2:3 – 1 pkt; 1:3 i 0:3 – 0 pkt
Zasady ustalania kolejności: 1. liczba zwycięstw; 2. liczba punktów; 3. stosunek setów; 4. stosunek małych punktów; 5. bilans w bezpośrednich meczach
     Gospodarz turnieju finałowego
     Awans do turnieju finałowego
     Spadek z Ligi Narodów

### Tydzień 1

#### Grupa 1
- Miejsce turnieju:  Francja – Kindarena, Rouen
- Wszystkie godziny według strefy czasowej UTC+02:00.

| Data       | Godz. | Drużyna 1 | Wynik | Drużyna 2 | 1     | 2     | 3     | 4     | 5 | Razem  | Czas | Widzów | *      |
| ---------- | ----- | --------- | ----- | --------- | ----- | ----- | ----- | ----- | - | ------ | ---- | ------ | ------ |
| 25.05.2018 | 17:00 | Australia | 1:3   | Japonia   | 18:25 | 15:25 | 25:23 | 17:25 |   | 75:98  | 1:50 | 618    | raport |
| 25.05.2018 | 20:00 | Francja   | 3:1   | Iran      | 25:20 | 24:26 | 25:20 | 25:17 |   | 99:83  | 1:48 | 1610   | raport |
| 26.05.2018 | 17:00 | Australia | 0:3   | Iran      | 23:25 | 23:25 | 21:25 |       |   | 67:75  | 1:29 | 753    | raport |
| 26.05.2018 | 20:00 | Francja   | 3:1   | Japonia   | 25:16 | 20:25 | 25:20 | 25:22 |   | 95:83  | 1:43 | 1738   | raport |
| 27.05.2018 | 15:00 | Iran      | 1:3   | Japonia   | 22:25 | 28:30 | 25:23 | 23:25 |   | 98:103 | 2:06 | 523    | raport |
| 27.05.2018 | 18:00 | Francja   | 3:0   | Australia | 25:17 | 25:20 | 36:34 |       |   | 86:71  | 1:25 | 1100   | raport |

#### Grupa 2
- Miejsce turnieju:  Chiny – Beilun Gymnasium, Ningbo
- Wszystkie godziny według strefy czasowej UTC+08:00.

| Data       | Godz. | Drużyna 1 | Wynik | Drużyna 2         | 1     | 2     | 3     | 4     | 5     | Razem   | Czas | Widzów | *      |
| ---------- | ----- | --------- | ----- | ----------------- | ----- | ----- | ----- | ----- | ----- | ------- | ---- | ------ | ------ |
| 25.05.2018 | 16:00 | Argentyna | 2:3   | Stany Zjednoczone | 27:25 | 26:24 | 24:26 | 21:25 | 10:15 | 108:115 | 2:22 | 2000   | raport |
| 25.05.2018 | 19:30 | Chiny     | 2:3   | Bułgaria          | 18:25 | 25:18 | 25:19 | 17:25 | 11:15 | 96:102  | 2:10 | 4550   | raport |
| 26.05.2018 | 16:00 | Bułgaria  | 1:3   | Stany Zjednoczone | 19:25 | 25:22 | 19:25 | 20:25 |       | 83:97   | 2:00 | 3000   | raport |
| 26.05.2018 | 19:30 | Chiny     | 3:0   | Argentyna         | 25:22 | 25:21 | 25:18 |       |       | 75:61   | 1:21 | 5100   | raport |
| 27.05.2018 | 16:00 | Bułgaria  | 3:1   | Argentyna         | 19:25 | 25:19 | 25:21 | 25:22 |       | 94:87   | 1:52 | 4250   | raport |
| 27.05.2018 | 19:30 | Chiny     | 0:3   | Stany Zjednoczone | 20:25 | 24:26 | 18:25 |       |       | 62:76   | 1:29 | 5500   | raport |

#### Grupa 3
- Miejsce turnieju:  Polska – Spodek, Katowice (25 maja) / Tauron Arena, Kraków (26-27 maja)
- Wszystkie godziny według strefy czasowej UTC+02:00.

| Data       | Godz. | Drużyna 1        | Wynik | Drużyna 2        | 1     | 2     | 3     | 4     | 5 | Razem | Czas | Widzów | *      |
| ---------- | ----- | ---------------- | ----- | ---------------- | ----- | ----- | ----- | ----- | - | ----- | ---- | ------ | ------ |
| 25.05.2018 | 16:00 | Polska           | 3:0   | Korea Południowa | 25:20 | 25:18 | 25:21 |       |   | 75:59 | 1:22 | 6123   | raport |
| 25.05.2018 | 19:00 | Rosja            | 3:0   | Kanada           | 26:24 | 25:14 | 25:19 |       |   | 76:57 | 1:28 | 5775   | raport |
| 26.05.2018 | 16:00 | Polska           | 3:0   | Rosja            | 25:15 | 25:23 | 25:23 |       |   | 75:61 | 1:29 | 10889  | raport |
| 26.05.2018 | 19:00 | Kanada           | 3:0   | Korea Południowa | 25:20 | 25:17 | 25:19 |       |   | 75:56 | 1:21 | 10219  | raport |
| 27.05.2018 | 16:00 | Polska           | 3:1   | Kanada           | 25:21 | 26:24 | 21:25 | 25:17 |   | 97:87 | 2:02 | 6834   | raport |
| 27.05.2018 | 19:00 | Korea Południowa | 0:3   | Rosja            | 26:28 | 21:25 | 15:25 |       |   | 62:78 | 1:22 | 6735   | raport |

#### Grupa 4
- Miejsce turnieju:  Serbia – Hala sportowa, Kraljevo
- Wszystkie godziny według strefy czasowej UTC+02:00.

| Data       | Godz. | Drużyna 1 | Wynik | Drużyna 2 | 1     | 2     | 3     | 4     | 5    | Razem  | Czas | Widzów | *      |
| ---------- | ----- | --------- | ----- | --------- | ----- | ----- | ----- | ----- | ---- | ------ | ---- | ------ | ------ |
| 25.05.2018 | 17:00 | Niemcy    | 1:3   | Włochy    | 18:25 | 19:25 | 25:23 | 20:25 |      | 82:98  | 1:52 | 1750   | raport |
| 25.05.2018 | 20:00 | Serbia    | 0:3   | Brazylia  | 22:25 | 22:25 | 24:26 |       |      | 68:76  | 1:35 | 4300   | raport |
| 26.05.2018 | 16:00 | Włochy    | 3:2   | Brazylia  | 18:25 | 25:19 | 25:21 | 24:26 | 15:8 | 107:99 | 2:19 | 1000   | raport |
| 26.05.2018 | 19:00 | Niemcy    | 1:3   | Serbia    | 25:19 | 21:25 | 16:25 | 14:25 |      | 76:94  | 1:47 | 3900   | raport |
| 27.05.2018 | 16:00 | Brazylia  | 3:0   | Niemcy    | 26:24 | 25:23 | 26:24 |       |      | 77:71  | 1:35 | 500    | raport |
| 27.05.2018 | 19:00 | Włochy    | 3:0   | Serbia    | 25:21 | 25:18 | 25:16 |       |      | 75:55  | 1:32 | 4400   | raport |

### Tydzień 2

#### Grupa 5
- Miejsce turnieju:  Bułgaria – Arena Armeec, Sofia
- Wszystkie godziny według strefy czasowej UTC+03:00.

| Data       | Godz. | Drużyna 1 | Wynik | Drużyna 2 | 1     | 2     | 3     | 4     | 5     | Razem   | Czas | Widzów | *      |
| ---------- | ----- | --------- | ----- | --------- | ----- | ----- | ----- | ----- | ----- | ------- | ---- | ------ | ------ |
| 01.06.2018 | 17:00 | Australia | 1:3   | Rosja     | 18:25 | 19:25 | 25:18 | 22:25 |       | 84:93   | 1:51 | 1100   | raport |
| 01.06.2018 | 20:00 | Bułgaria  | 2:3   | Serbia    | 17:25 | 25:23 | 25:23 | 21:25 | 14:16 | 102:112 | 2:24 | 5700   | raport |
| 02.06.2018 | 17:00 | Rosja     | 2:3   | Serbia    | 25:20 | 23:25 | 23:25 | 25:22 | 12:15 | 108:107 | 2:16 | 1050   | raport |
| 02.06.2018 | 20:05 | Bułgaria  | 0:3   | Australia | 23:25 | 23:25 | 24:26 |       |       | 70:76   | 1:35 | 4100   | raport |
| 03.06.2018 | 17:00 | Serbia    | 3:2   | Australia | 25:23 | 25:19 | 20:25 | 25:27 | 15:9  | 110:103 | 2:07 | 950    | raport |
| 03.06.2018 | 20:00 | Bułgaria  | 0:3   | Rosja     | 17:25 | 15:25 | 21:25 |       |       | 53:75   | 1:20 | 5000   | raport |

#### Grupa 6
- Miejsce turnieju:  Brazylia – Goiânia Arena, Goiânia
- Wszystkie godziny według strefy czasowej UTC-03:00.

| Data       | Godz. | Drużyna 1        | Wynik | Drużyna 2         | 1     | 2     | 3     | 4     | 5     | Razem   | Czas | Widzów | *      |
| ---------- | ----- | ---------------- | ----- | ----------------- | ----- | ----- | ----- | ----- | ----- | ------- | ---- | ------ | ------ |
| 01.06.2018 | 12:15 | Japonia          | 2:3   | Stany Zjednoczone | 25:23 | 25:13 | 18:25 | 20:25 | 10:15 | 98:101  | 2:11 | 3000   | raport |
| 01.06.2018 | 15:05 | Brazylia         | 3:0   | Korea Południowa  | 25:21 | 25:19 | 25:19 |       |       | 75:59   | 1:18 | 8123   | raport |
| 02.06.2018 | 08:35 | Brazylia         | 3:0   | Japonia           | 26:24 | 25:19 | 25:20 |       |       | 76:63   | 1:52 | 10835  | raport |
| 02.06.2018 | 11:10 | Korea Południowa | 0:3   | Stany Zjednoczone | 23:25 | 21:25 | 11:25 |       |       | 55:75   | 1:21 | 2750   | raport |
| 03.06.2018 | 10:05 | Korea Południowa | 2:3   | Japonia           | 29:27 | 19:25 | 25:16 | 26:28 | 12:15 | 111:111 | 2:16 | 6195   | raport |
| 03.06.2018 | 13:20 | Brazylia         | 3:2   | Stany Zjednoczone | 21:25 | 20:25 | 25:19 | 25:20 | 20:18 | 111:107 | 2:29 | 11333  | raport |

#### Grupa 7
- Miejsce turnieju:  Argentyna – Estadio Aldo Cantoni, San Juan
- Wszystkie godziny według strefy czasowej UTC-03:00.

| Data       | Godz. | Drużyna 1 | Wynik | Drużyna 2 | 1     | 2     | 3     | 4     | 5    | Razem   | Czas | Widzów | *      |
| ---------- | ----- | --------- | ----- | --------- | ----- | ----- | ----- | ----- | ---- | ------- | ---- | ------ | ------ |
| 01.06.2018 | 18:10 | Kanada    | 3:1   | Włochy    | 22:25 | 27:25 | 25:23 | 25:16 |      | 99:89   | 2:06 | 2000   | raport |
| 01.06.2018 | 21:10 | Argentyna | 2:3   | Iran      | 25:21 | 22:25 | 22:25 | 26:24 | 9:15 | 104:110 | 2:05 | 4500   | raport |
| 02.06.2018 | 18:10 | Iran      | 0:3   | Włochy    | 23:25 | 18:25 | 20:25 |       |      | 61:75   | 1:22 | 2000   | raport |
| 02.06.2018 | 21:10 | Argentyna | 1:3   | Kanada    | 22:25 | 18:25 | 26:24 | 23:25 |      | 89:99   | 1:55 | 5000   | raport |
| 03.06.2018 | 16:10 | Iran      | 1:3   | Kanada    | 23:25 | 22:25 | 25:21 | 21:25 |      | 91:96   | 1:56 | 2500   | raport |
| 03.06.2018 | 19:10 | Argentyna | 3:0   | Włochy    | 25:19 | 33:31 | 25:20 |       |      | 83:70   | 1:32 | 5800   | raport |

#### Grupa 8
- Miejsce turnieju:  Polska – Atlas Arena, Łódź
- Wszystkie godziny według strefy czasowej UTC+02:00.

| Data       | Godz. | Drużyna 1 | Wynik | Drużyna 2 | 1     | 2     | 3     | 4     | 5     | Razem  | Czas | Widzów | *      |
| ---------- | ----- | --------- | ----- | --------- | ----- | ----- | ----- | ----- | ----- | ------ | ---- | ------ | ------ |
| 01.06.2018 | 16:00 | Polska    | 3:0   | Francja   | 25:19 | 25:20 | 25:22 |       |       | 75:61  | 1:17 | 8938   | raport |
| 01.06.2018 | 19:00 | Chiny     | 1:3   | Niemcy    | 25:23 | 18:25 | 22:25 | 21:25 |       | 86:98  | 1:51 | 2980   | raport |
| 02.06.2018 | 16:00 | Polska    | 3:0   | Chiny     | 25:19 | 25:18 | 25:21 |       |       | 75:58  | 1:19 | 6890   | raport |
| 02.06.2018 | 19:00 | Niemcy    | 0:3   | Francja   | 21:25 | 18:25 | 23:25 |       |       | 62:75  | 1:15 | 2680   | raport |
| 03.06.2018 | 16:00 | Polska    | 1:3   | Niemcy    | 18:25 | 21:25 | 25:21 | 25:27 |       | 89:98  | 1:58 | 10260  | raport |
| 03.06.2018 | 19:00 | Francja   | 2:3   | Chiny     | 25:16 | 22:25 | 21:25 | 25:16 | 13:15 | 106:97 | 1:51 | 2346   | raport |

### Tydzień 3

#### Grupa 9
- Miejsce turnieju:  Kanada – TD Place Arena, Ottawa
- Wszystkie godziny według strefy czasowej UTC-04:00.

| Data       | Godz. | Drużyna 1         | Wynik | Drużyna 2         | 1     | 2     | 3     | 4     | 5     | Razem   | Czas | Widzów | *      |
| ---------- | ----- | ----------------- | ----- | ----------------- | ----- | ----- | ----- | ----- | ----- | ------- | ---- | ------ | ------ |
| 08.06.2018 | 16:40 | Niemcy            | 3:0   | Stany Zjednoczone | 25:19 | 25:22 | 25:13 |       |       | 75:54   | 1:23 | 2000   | raport |
| 08.06.2018 | 19:40 | Kanada            | 3:0   | Australia         | 25:19 | 26:24 | 25:19 |       |       | 76:62   | 1:30 | 3186   | raport |
| 09.06.2018 | 16:10 | Stany Zjednoczone | 3:1   | Australia         | 20:25 | 25:20 | 25:15 | 25:17 |       | 95:77   | 1:48 | 2375   | raport |
| 09.06.2018 | 19:10 | Kanada            | 1:3   | Niemcy            | 23:25 | 22:25 | 25:20 | 19:25 |       | 89:95   | 1:58 | 3460   | raport |
| 10.06.2018 | 13:10 | Australia         | 3:2   | Niemcy            | 25:22 | 18:25 | 17:25 | 25:18 | 15:11 | 100:101 | 2:02 | 2305   | raport |
| 10.06.2018 | 16:10 | Kanada            | 1:3   | Stany Zjednoczone | 25:23 | 13:25 | 19:25 | 20:25 |       | 77:98   | 2:10 | 3893   | raport |

#### Grupa 10
- Miejsce turnieju:  Japonia – Osaka Municipal Central Gymnasium, Osaka
- Wszystkie godziny według strefy czasowej UTC+09:00.

| Data       | Godz. | Drużyna 1 | Wynik | Drużyna 2 | 1     | 2     | 3     | 4     | 5     | Razem   | Czas | Widzów | *      |
| ---------- | ----- | --------- | ----- | --------- | ----- | ----- | ----- | ----- | ----- | ------- | ---- | ------ | ------ |
| 08.06.2018 | 15:40 | Włochy    | 2:3   | Polska    | 17:25 | 25:21 | 17:25 | 31:29 | 10:15 | 100:115 | 2:29 | 1422   | raport |
| 08.06.2018 | 19:10 | Japonia   | 0:3   | Bułgaria  | 14:25 | 21:25 | 27:29 |       |       | 62:79   | 1:34 | 3250   | raport |
| 09.06.2018 | 12:40 | Włochy    | 3:1   | Bułgaria  | 25:23 | 25:19 | 21:25 | 25:19 |       | 96:86   | 2:04 | 2200   | raport |
| 09.06.2018 | 16:10 | Japonia   | 0:3   | Polska    | 16:25 | 21:25 | 20:25 |       |       | 57:75   | 1:21 | 5250   | raport |
| 10.06.2018 | 11:10 | Bułgaria  | 1:3   | Polska    | 21:25 | 26:24 | 18:25 | 19:25 |       | 84:99   | 1:58 | 1850   | raport |
| 10.06.2018 | 14:40 | Japonia   | 3:2   | Włochy    | 21:25 | 25:21 | 23:25 | 25:22 | 15:10 | 109:103 | 2:26 | 5850   | raport |

#### Grupa 11
- Miejsce turnieju:  Rosja – Ufa Arena, Ufa
- Wszystkie godziny według strefy czasowej UTC+05:00.

| Data       | Godz. | Drużyna 1 | Wynik | Drużyna 2 | 1     | 2     | 3     | 4     | 5     | Razem  | Czas | Widzów | *      |
| ---------- | ----- | --------- | ----- | --------- | ----- | ----- | ----- | ----- | ----- | ------ | ---- | ------ | ------ |
| 08.06.2018 | 16:30 | Chiny     | 0:3   | Iran      | 19:25 | 20:25 | 15:25 |       |       | 54:75  | 1:19 | 1890   | raport |
| 08.06.2018 | 19:00 | Rosja     | 1:3   | Brazylia  | 21:25 | 20:25 | 27:25 | 18:25 |       | 86:100 | 1:56 | 8006   | raport |
| 09.06.2018 | 16:30 | Iran      | 2:3   | Brazylia  | 17:25 | 25:23 | 19:25 | 25:21 | 13:15 | 99:109 | 2:08 | 1800   | raport |
| 09.06.2018 | 19:00 | Rosja     | 3:0   | Chiny     | 25:23 | 25:23 | 31:29 |       |       | 81:75  | 1:36 | 6054   | raport |
| 10.06.2018 | 16:30 | Chiny     | 0:3   | Brazylia  | 20:25 | 19:25 | 25:27 |       |       | 64:77  | 1:25 | 1710   | raport |
| 10.06.2018 | 19:00 | Rosja     | 3:1   | Iran      | 28:30 | 25:23 | 27:25 | 25:21 |       | 105:99 | 2:00 | 6016   | raport |

#### Grupa 12
- Miejsce turnieju:  Francja – Arena du Pays d'Aix, Aix-en-Provence
- Wszystkie godziny według strefy czasowej UTC+02:00.

| Data       | Godz. | Drużyna 1        | Wynik | Drużyna 2        | 1     | 2     | 3     | 4     | 5 | Razem | Czas | Widzów | *      |
| ---------- | ----- | ---------------- | ----- | ---------------- | ----- | ----- | ----- | ----- | - | ----- | ---- | ------ | ------ |
| 08.06.2018 | 17:00 | Argentyna        | 1:3   | Serbia           | 25:20 | 23:25 | 15:25 | 22:25 |   | 85:95 | 1:48 | 1000   | raport |
| 08.06.2018 | 20:45 | Francja          | 3:0   | Korea Południowa | 25:21 | 25:18 | 25:22 |       |   | 75:61 | 1:12 | 2500   | raport |
| 09.06.2018 | 18:00 | Francja          | 3:1   | Argentyna        | 25:18 | 25:16 | 23:25 | 25:20 |   | 98:79 | 1:39 | 1500   | raport |
| 09.06.2018 | 21:00 | Korea Południowa | 0:3   | Serbia           | 16:25 | 23:25 | 19:25 |       |   | 58:75 | 1:13 | 1000   | raport |
| 10.06.2018 | 15:00 | Korea Południowa | 0:3   | Argentyna        | 20:25 | 23:25 | 24:26 |       |   | 67:76 | 1:21 | 1000   | raport |
| 10.06.2018 | 18:00 | Francja          | 3:0   | Serbia           | 31:29 | 25:16 | 25:15 |       |   | 81:60 | 1:23 | 2000   | raport |

### Tydzień 4

#### Grupa 13
- Miejsce turnieju:  Korea Południowa – Jangchung Arena, Seul
- Wszystkie godziny według strefy czasowej UTC+09:00.

| Data       | Godz. | Drużyna 1        | Wynik | Drużyna 2 | 1     | 2     | 3     | 4     | 5     | Razem   | Czas | Widzów | *      |
| ---------- | ----- | ---------------- | ----- | --------- | ----- | ----- | ----- | ----- | ----- | ------- | ---- | ------ | ------ |
| 15.06.2018 | 16:00 | Chiny            | 1:3   | Włochy    | 23:25 | 21:25 | 25:19 | 17:25 |       | 86:94   | 1:47 | 780    | raport |
| 15.06.2018 | 19:00 | Korea Południowa | 1:3   | Australia | 25:23 | 19:25 | 19:25 | 21:25 |       | 84:98   | 1:46 | 1462   | raport |
| 16.06.2018 | 14:00 | Korea Południowa | 2:3   | Włochy    | 23:25 | 19:25 | 25:22 | 25:22 | 12:15 | 104:109 | 2:17 | 2145   | raport |
| 16.06.2018 | 17:00 | Australia        | 3:1   | Chiny     | 25:27 | 41:39 | 29:27 | 25:21 |       | 120:114 | 2:31 | 874    | raport |
| 17.06.2018 | 14:00 | Korea Południowa | 3:0   | Chiny     | 25:21 | 25:21 | 25:22 |       |       | 75:64   | 1:28 | 3167   | raport |
| 17.06.2018 | 17:00 | Włochy           | 1:3   | Australia | 25:27 | 25:18 | 19:25 | 23:25 |       | 92:95   | 1:49 | 831    | raport |

#### Grupa 14
- Miejsce turnieju:  Niemcy – Arena Ludwigsburg, Ludwigsburg
- Wszystkie godziny według strefy czasowej UTC+02:00.

| Data       | Godz. | Drużyna 1 | Wynik | Drużyna 2 | 1     | 2     | 3     | 4     | 5     | Razem   | Czas | Widzów | *      |
| ---------- | ----- | --------- | ----- | --------- | ----- | ----- | ----- | ----- | ----- | ------- | ---- | ------ | ------ |
| 15.06.2018 | 18:00 | Niemcy    | 2:3   | Japonia   | 22:25 | 25:21 | 15:25 | 25:20 | 12:15 | 99:106  | 2:16 | 1132   | raport |
| 15.06.2018 | 21:15 | Rosja     | 3:0   | Argentyna | 25:20 | 25:20 | 26:24 |       |       | 76:64   | 1:26 | 1018   | raport |
| 16.06.2018 | 16:00 | Niemcy    | 3:1   | Argentyna | 25:19 | 25:19 | 20:25 | 25:22 |       | 95:85   | 1:57 | 1535   | raport |
| 16.06.2018 | 19:00 | Rosja     | 3:0   | Japonia   | 25:16 | 25:22 | 25:23 |       |       | 75:61   | 1:31 | 1473   | raport |
| 17.06.2018 | 12:00 | Argentyna | 2:3   | Japonia   | 24:26 | 25:12 | 25:23 | 23:25 | 11:15 | 108:101 | 2:12 | 1613   | raport |
| 17.06.2018 | 15:00 | Niemcy    | 0:3   | Rosja     | 18:25 | 24:26 | 18:25 |       |       | 60:76   | 1:27 | 2075   | raport |

#### Grupa 15
- Miejsce turnieju:  Stany Zjednoczone – Sears Centre, Hoffman Estates
- Wszystkie godziny według strefy czasowej UTC-05:00.

| Data       | Godz. | Drużyna 1         | Wynik | Drużyna 2 | 1     | 2     | 3     | 4     | 5     | Razem   | Czas | Widzów | *      |
| ---------- | ----- | ----------------- | ----- | --------- | ----- | ----- | ----- | ----- | ----- | ------- | ---- | ------ | ------ |
| 15.06.2018 | 17:30 | Polska            | 0:3   | Iran      | 24:26 | 24:26 | 22:25 |       |       | 70:77   | 1:36 | 2700   | raport |
| 15.06.2018 | 20:00 | Stany Zjednoczone | 3:0   | Serbia    | 25:22 | 25:16 | 25:14 |       |       | 75:52   | 1:21 | 3500   | raport |
| 16.06.2018 | 14:00 | Iran              | 2:3   | Serbia    | 25:21 | 22:25 | 25:27 | 25:20 | 11:15 | 108:108 | 2:17 | 2000   | raport |
| 16.06.2018 | 19:30 | Stany Zjednoczone | 3:0   | Polska    | 25:20 | 25:19 | 25:19 |       |       | 75:58   | 1:31 | 8000   | raport |
| 17.06.2018 | 12:00 | Polska            | 0:3   | Serbia    | 23:25 | 23:25 | 23:25 |       |       | 69:75   | 1:28 | 2500   | raport |
| 17.06.2018 | 17:30 | Stany Zjednoczone | 3:0   | Iran      | 29:27 | 25:20 | 26:24 |       |       | 80:71   | 1:37 | 5000   | raport |

#### Grupa 16
- Miejsce turnieju:  Bułgaria – Pałac Kultury i Sportu, Warna
- Wszystkie godziny według strefy czasowej UTC+03:00.

| Data       | Godz. | Drużyna 1 | Wynik | Drużyna 2 | 1     | 2     | 3     | 4     | 5     | Razem   | Czas | Widzów | *      |
| ---------- | ----- | --------- | ----- | --------- | ----- | ----- | ----- | ----- | ----- | ------- | ---- | ------ | ------ |
| 15.06.2018 | 15:30 | Kanada    | 3:0   | Brazylia  | 25:22 | 34:32 | 25:23 |       |       | 84:77   | 1:40 | 450    | raport |
| 15.06.2018 | 18:30 | Bułgaria  | 0:3   | Francja   | 21:25 | 20:25 | 23:25 |       |       | 64:75   | 1:19 | 2500   | raport |
| 16.06.2018 | 15:30 | Francja   | 3:0   | Brazylia  | 25:19 | 25:23 | 25:23 |       |       | 75:65   | 1:20 | 900    | raport |
| 16.06.2018 | 18:30 | Bułgaria  | 3:0   | Kanada    | 25:22 | 25:19 | 29:27 |       |       | 79:68   | 1:36 | 3280   | raport |
| 17.06.2018 | 15:30 | Francja   | 3:2   | Kanada    | 25:19 | 22:25 | 25:22 | 24:26 | 16:14 | 112:106 | 2:08 | 980    | raport |
| 17.06.2018 | 18:30 | Bułgaria  | 3:2   | Brazylia  | 25:22 | 19:25 | 25:15 | 18:25 | 15:12 | 102:99  | 2:12 | 3980   | raport |

### Tydzień 5

#### Grupa 17
- Miejsce turnieju:  Australia – Hisense Arena, Melbourne
- Wszystkie godziny według strefy czasowej UTC+10:00.

| Data       | Godz. | Drużyna 1 | Wynik | Drużyna 2 | 1     | 2     | 3     | 4     | 5 | Razem | Czas | Widzów | *         |
| ---------- | ----- | --------- | ----- | --------- | ----- | ----- | ----- | ----- | - | ----- | ---- | ------ | --------- |
| 22.06.2018 | 18:40 | Polska    | 3:0   | Argentyna | 26:24 | 25:20 | 29:27 |       |   | 80:71 | 1:32 | 2700   | raport    |
| 22.06.2018 | 21:10 | Australia | 0:3   | Brazylia  | 22:25 | 19:25 | 19:25 |       |   | 60:75 | 1:30 | 3200   | raport    |
| 23.06.2018 | 17:40 | Australia | 1:3   | Argentyna | 20:25 | 19:25 | 25:20 | 21:25 |   | 85:95 | 1:42 | 4300   | raport    |
| 23.06.2018 | 20:10 | Brazylia  | 3:1   | Polska    | 25:22 | 25:23 | 23:25 | 25:23 |   | 98:93 | 2:06 | 5540   | raport \| |
| 24.06.2018 | 12:10 | Brazylia  | 0:3   | Argentyna | 23:25 | 22:25 | 21:25 |       |   | 66:75 | 1:33 | 3630   | raport    |
| 24.06.2018 | 15:10 | Australia | 0:3   | Polska    | 16:25 | 24:26 | 23:25 |       |   | 63:76 | 1:26 | 3720   | raport    |

#### Grupa 18
- Miejsce turnieju:  Chiny – Hala sportowa Jiangmen, Jiangmen
- Wszystkie godziny według strefy czasowej UTC+08:00.

| Data       | Godz. | Drużyna 1 | Wynik | Drużyna 2 | 1     | 2     | 3     | 4     | 5 | Razem   | Czas | Widzów | *      |
| ---------- | ----- | --------- | ----- | --------- | ----- | ----- | ----- | ----- | - | ------- | ---- | ------ | ------ |
| 22.06.2018 | 16:00 | Kanada    | 0:3   | Serbia    | 21:25 | 18:25 | 17:25 |       |   | 56:75   | 1:22 | 1400   | raport |
| 22.06.2018 | 19:30 | Chiny     | 3:1   | Japonia   | 25:16 | 25:21 | 18:25 | 25:22 |   | 93:84   | 2:00 | 2700   | raport |
| 23.06.2018 | 16:00 | Japonia   | 1:3   | Serbia    | 28:26 | 33:35 | 21:25 | 18:25 |   | 100:111 | 2:10 | 1190   | raport |
| 23.06.2018 | 19:30 | Chiny     | 0:3   | Kanada    | 21:25 | 23:25 | 22:25 |       |   | 66:75   | 1:28 | 2950   | raport |
| 24.06.2018 | 16:00 | Japonia   | 0:3   | Kanada    | 23:25 | 20:25 | 22:25 |       |   | 65:75   | 1:30 | 1360   | raport |
| 24.06.2018 | 19:30 | Chiny     | 1:3   | Serbia    | 21:25 | 22:25 | 25:17 | 15:25 |   | 83:92   | 1:46 | 2500   | raport |

#### Grupa 19
- Miejsce turnieju:  Iran – Azadi Indoor Stadium, Teheran
- Wszystkie godziny według strefy czasowej UTC+04:30.

| Data       | Godz. | Drużyna 1 | Wynik | Drużyna 2        | 1     | 2     | 3     | 4     | 5     | Razem   | Czas | Widzów | *      |
| ---------- | ----- | --------- | ----- | ---------------- | ----- | ----- | ----- | ----- | ----- | ------- | ---- | ------ | ------ |
| 22.06.2018 | 16:00 | Bułgaria  | 2:3   | Niemcy           | 25:21 | 22:25 | 25:23 | 23:25 | 13:15 | 108:109 | 2:10 | 3500   | raport |
| 22.06.2018 | 18:30 | Iran      | 3:1   | Korea Południowa | 27:25 | 23:25 | 25:22 | 25:23 |       | 100:95  | 2:12 | 11300  | raport |
| 23.06.2018 | 16:00 | Niemcy    | 3:0   | Korea Południowa | 25:23 | 25:18 | 25:19 |       |       | 75:60   | 1:20 | 700    | raport |
| 23.06.2018 | 18:30 | Iran      | 3:1   | Bułgaria         | 25:22 | 25:15 | 23:25 | 25:14 |       | 98:76   | 1:55 | 8000   | raport |
| 24.06.2018 | 16:00 | Bułgaria  | 3:2   | Korea Południowa | 19:25 | 25:22 | 25:18 | 22:25 | 15:12 | 106:102 | 2:08 | 3000   | raport |
| 24.06.2018 | 18:30 | Iran      | 3:2   | Niemcy           | 25:20 | 23:25 | 25:22 | 22:25 | 15:11 | 110:103 | 2:20 | 12000  | raport |

#### Grupa 20
- Miejsce turnieju:  Włochy – PalaPanini, Modena
- Wszystkie godziny według strefy czasowej UTC+02:00.

| Data       | Godz. | Drużyna 1         | Wynik | Drużyna 2         | 1     | 2     | 3     | 4     | 5     | Razem   | Czas | Widzów | *      |
| ---------- | ----- | ----------------- | ----- | ----------------- | ----- | ----- | ----- | ----- | ----- | ------- | ---- | ------ | ------ |
| 22.06.2018 | 17:30 | Stany Zjednoczone | 2:3   | Francja           | 21:25 | 25:23 | 28:26 | 20:25 | 12:15 | 106:114 | 2:24 | 4200   | raport |
| 22.06.2018 | 20:50 | Włochy            | 0:3   | Rosja             | 21:25 | 22:25 | 20:25 |       |       | 63:75   | 1:56 | 4400   | raport |
| 23.06.2018 | 17:30 | Stany Zjednoczone | 0:3   | Rosja             | 23:25 | 15:25 | 23:25 |       |       | 61:75   | 1:30 | 4400   | raport |
| 23.06.2018 | 20:30 | Włochy            | 3:0   | Francja           | 25:21 | 25:22 | 27:25 |       |       | 77:68   | 1:33 | 4600   | raport |
| 24.06.2018 | 17:30 | Francja           | 3:0   | Rosja             | 25:20 | 25:13 | 25:18 |       |       | 75:51   | 1:19 | 4500   | raport |
| 24.06.2018 | 20:30 | Włochy            | 0:3   | Stany Zjednoczone | 23:25 | 17:25 | 27:29 |       |       | 67:79   | 1:39 | 4600   | raport |

### Miejsca po danym tygodniu
| Reprezentacja     | I  | II | III | IV | V  |
| ----------------- | -- | -- | --- | -- | -- |
| Argentyna         | 13 | 14 | 13  | 14 | 14 |
| Australia         | 15 | 15 | 14  | 11 | 13 |
| Brazylia          | 5  | 2  | 2   | 4  | 5  |
| Bułgaria          | 8  | 11 | 12  | 12 | 11 |
| Chiny             | 9  | 10 | 15  | 15 | 15 |
| Francja           | 2  | 5  | 3   | 1  | 1  |
| Iran              | 10 | 13 | 11  | 13 | 10 |
| Japonia           | 7  | 9  | 10  | 9  | 12 |
| Kanada            | 11 | 6  | 8   | 8  | 7  |
| Korea Południowa  | 16 | 16 | 16  | 16 | 16 |
| Niemcy            | 14 | 12 | 9   | 10 | 9  |
| Polska            | 1  | 1  | 1   | 5  | 6  |
| Rosja             | 6  | 4  | 5   | 3  | 2  |
| Serbia            | 12 | 8  | 6   | 6  | 4  |
| Stany Zjednoczone | 4  | 3  | 4   | 2  | 3  |
| Włochy            | 3  | 7  | 7   | 7  | 8  |

## Turniej finałowy
- Miejsce turnieju:  Francja – Stade Pierre-Mauroy, Villeneuve-d’Ascq
- Wszystkie godziny według strefy czasowej UTC+02:00.

### Rozgrywki grupowe

#### Grupa A
Tabela
| Lp. | Drużyna  | Mecze | Mecze   | Mecze   | Pkt | Sety | Sety | Sety  | Małe punkty | Małe punkty | Małe punkty |
| Lp. | Drużyna  | M     | W (3:2) | P (2:3) | Pkt | wyg. | prz. | ratio | zdob.       | str.        | ratio       |
| --- | -------- | ----- | ------- | ------- | --- | ---- | ---- | ----- | ----------- | ----------- | ----------- |
| 1.  | Francja  | 2     | 2 (1)   | 0 (0)   | 5   | 6    | 2    | 3.000 | 183         | 159         | 1.151       |
| 2.  | Brazylia | 2     | 1 (0)   | 1 (1)   | 4   | 5    | 3    | 1.667 | 183         | 169         | 1.083       |
| 3.  | Serbia   | 2     | 0 (0)   | 2 (0)   | 0   | 0    | 6    | 0.000 | 115         | 153         | 0.752       |

Źródło: volleyball.world
Punktacja: 3:0 i 3:1 – 3 pkt; 3:2 – 2 pkt; 2:3 – 1 pkt; 1:3 i 0:3 – 0 pkt
Zasady ustalania kolejności: 1. liczba zwycięstw; 2. liczba punktów; 3. stosunek setów; 4. stosunek małych punktów; 5. bilans w bezpośrednich meczach
     Awans do półfinału
Wyniki spotkań
| Data       | Godz. | Drużyna 1 | Wynik | Drużyna 2 | 1     | 2     | 3     | 4     | 5     | Razem   | Czas | Widzów | *      |
| ---------- | ----- | --------- | ----- | --------- | ----- | ----- | ----- | ----- | ----- | ------- | ---- | ------ | ------ |
| 04.07.2018 | 20:45 | Francja   | 3:2   | Brazylia  | 22:25 | 25:20 | 21:25 | 25:22 | 15:13 | 108:105 | 2:09 | 8062   | raport |
| 05.07.2018 | 20:45 | Serbia    | 0:3   | Brazylia  | 16:25 | 26:28 | 19:25 |       |       | 61:78   | 1:33 | 3120   | raport |
| 06.07.2018 | 20:45 | Francja   | 3:0   | Serbia    | 25:19 | 25:18 | 25:17 |       |       | 75:54   | 1:12 | 5877   | raport |

#### Grupa B
Tabela
| Lp. | Drużyna           | Mecze | Mecze   | Mecze   | Pkt | Sety | Sety | Sety  | Małe punkty | Małe punkty | Małe punkty |
| Lp. | Drużyna           | M     | W (3:2) | P (2:3) | Pkt | wyg. | prz. | ratio | zdob.       | str.        | ratio       |
| --- | ----------------- | ----- | ------- | ------- | --- | ---- | ---- | ----- | ----------- | ----------- | ----------- |
| 1.  | Rosja             | 2     | 2 (0)   | 0 (0)   | 6   | 6    | 1    | 6.000 | 172         | 147         | 1.170       |
| 2.  | Stany Zjednoczone | 2     | 1 (0)   | 1 (0)   | 3   | 3    | 3    | 1.000 | 142         | 136         | 1.044       |
| 3.  | Polska            | 2     | 0 (0)   | 2 (0)   | 0   | 1    | 6    | 0.167 | 144         | 175         | 0.823       |

Źródło: volleyball.world
Punktacja: 3:0 i 3:1 – 3 pkt; 3:2 – 2 pkt; 2:3 – 1 pkt; 1:3 i 0:3 – 0 pkt
Zasady ustalania kolejności: 1. liczba zwycięstw; 2. liczba punktów; 3. stosunek setów; 4. stosunek małych punktów; 5. bilans w bezpośrednich meczach
     Awans do półfinału
Wyniki spotkań
| Data       | Godz. | Drużyna 1         | Wynik | Drużyna 2         | 1     | 2     | 3     | 4     | 5 | Razem | Czas | Widzów | *      |
| ---------- | ----- | ----------------- | ----- | ----------------- | ----- | ----- | ----- | ----- | - | ----- | ---- | ------ | ------ |
| 04.07.2018 | 18:00 | Rosja             | 3:1   | Polska            | 25:18 | 25:23 | 22:25 | 25:17 |   | 97:83 | 1:56 | 5962   | raport |
| 05.07.2018 | 18:00 | Stany Zjednoczone | 3:0   | Polska            | 28:26 | 25:17 | 25:18 |       |   | 78:61 | 1:32 | 2808   | raport |
| 06.07.2018 | 18:00 | Rosja             | 3:0   | Stany Zjednoczone | 25:22 | 25:21 | 25:21 |       |   | 75:64 | 1:30 | 3870   | raport |

### Półfinały
| Data       | Godz. | Drużyna 1 | Wynik | Drużyna 2         | 1     | 2     | 3     | 4     | 5     | Razem  | Czas | Widzów | *      |
| ---------- | ----- | --------- | ----- | ----------------- | ----- | ----- | ----- | ----- | ----- | ------ | ---- | ------ | ------ |
| 07.07.2018 | 14:00 | Francja   | 3:2   | Stany Zjednoczone | 25:18 | 25:17 | 23:25 | 24:26 | 15:13 | 112:99 | 2:06 | 7400   | raport |
| 07.07.2018 | 16:30 | Rosja     | 3:0   | Brazylia          | 25:17 | 25:18 | 25:14 |       |       | 75:49  | 1:16 | 7400   | raport |

### Mecz o 3. miejsce
| Data       | Godz. | Drużyna 1         | Wynik | Drużyna 2 | 1     | 2     | 3     | 4 | 5 | Razem | Czas | Widzów | *      |
| ---------- | ----- | ----------------- | ----- | --------- | ----- | ----- | ----- | - | - | ----- | ---- | ------ | ------ |
| 08.07.2018 | 17:00 | Stany Zjednoczone | 3:0   | Brazylia  | 25:21 | 28:26 | 28:26 |   |   | 81:73 | 1:39 | 6963   | raport |

### Finał
| Data       | Godz. | Drużyna 1 | Wynik | Drużyna 2 | 1     | 2     | 3     | 4 | 5 | Razem | Czas | Widzów | *      |
| ---------- | ----- | --------- | ----- | --------- | ----- | ----- | ----- | - | - | ----- | ---- | ------ | ------ |
| 08.07.2018 | 20:45 | Francja   | 0:3   | Rosja     | 22:25 | 20:25 | 23:25 |   |   | 65:75 | 1:23 | 10164  | raport |

## Nagrody indywidualne
| Najlepszy zawodnik (MVP) | Najlepsi przyjmujący         | Najlepsi środkowi              | Najlepszy atakujący | Najlepszy rozgrywający | Najlepszy libero  |
| ------------------------ | ---------------------------- | ------------------------------ | ------------------- | ---------------------- | ----------------- |
| Maksim Michajłow         | Taylor Sander Dmitrij Wołkow | Dmitrij Muserski Kévin Le Roux | Matthew Anderson    | Benjamin Toniutti      | Jenia Grebennikov |

## Klasyfikacja końcowa
| Miejsce | Reprezentacja     |
| ------- | ----------------- |
| złoto   | Rosja             |
| srebro  | Francja           |
| brąz    | Stany Zjednoczone |
| 4       | Brazylia          |
| 5       | Polska            |
| 5       | Serbia            |
| 7       | Kanada            |
| 8       | Włochy            |
| 9       | Niemcy            |
| 10      | Iran              |
| 11      | Bułgaria          |
| 12      | Japonia           |
| 13      | Australia         |
| 14      | Argentyna         |
| 15      | Chiny             |
| 16      | Korea Południowa  |

## Statystyki

### Rankingi zawodników
| Miejsce | Zawodnik         | *   |
| ------- | ---------------- | --- |
| 1       | Jiang Chuan      | 273 |
| 2       | Wallace de Souza | 215 |
| 3       | Milad Ebadipur   | 188 |

| Miejsce | Zawodnik         | %     |
| ------- | ---------------- | ----- |
| 1       | Dmitrij Muserski | 68,08 |
| 2       | Chuan Jiang      | 54,79 |
| 3       | Matthew Anderson | 54,62 |

| Miejsce | Zawodnik        | *    |
| ------- | --------------- | ---- |
| 1       | Swetosław Gocew | 0,60 |
| 2       | Rao Shuhan      | 0,54 |
| 3       | Agustín Loser   | 0,53 |

| Miejsce | Zawodnik         | *    |
| ------- | ---------------- | ---- |
| 1       | Earvin N’Gapeth  | 0,31 |
| 2       | Jan Zimmerann    | 0,31 |
| 3       | Matthew Anderson | 0,30 |

| Miejsce | Zawodnik        | *     |
| ------- | --------------- | ----- |
| 1       | Tyler Sanders   | 10,81 |
| 2       | Nikola Jovović  | 8,35  |
| 3       | Masahiro Sekita | 8,11  |

| Miejsce | Zawodnik           | *    |
| ------- | ------------------ | ---- |
| 1       | Jenia Grebennikov  | 1,31 |
| 2       | Micah Christenson  | 1,23 |
| 3       | Aleksiej Kabieszow | 1,08 |

| Miejsce | Zawodnik         | %     |
| ------- | ---------------- | ----- |
| 1       | Filippo Lanza    | 27,65 |
| 2       | Paweł Zatorski   | 25,00 |
| 3       | Tatsuya Fukuzawa | 22,19 |

### Frekwencja

#### według fazy rozgrywek
| Faza rozgrywek   | Mecze z udziałem gospodarza | Mecze z udziałem gospodarza | Mecze z udziałem gospodarza | Mecze bez udziału gospodarza | Mecze bez udziału gospodarza | Mecze bez udziału gospodarza | Razem | Razem  | Razem   |
| Faza rozgrywek   | Mecze                       | Widzów                      | Średnia                     | Mecze                        | Widzów                       | Średnia                      | Mecze | Widzów | Średnia |
| ---------------- | --------------------------- | --------------------------- | --------------------------- | ---------------------------- | ---------------------------- | ---------------------------- | ----- | ------ | ------- |
| I tydzień        | 12                          | 56044                       | 4670                        | 12                           | 37123                        | 3094                         | 24    | 93167  | 3882    |
| II tydzień       | 12                          | 86479                       | 7207                        | 12                           | 29551                        | 2463                         | 24    | 116030 | 4835    |
| III tydzień      | 12                          | 50965                       | 4247                        | 12                           | 20552                        | 1713                         | 24    | 72017  | 3001    |
| IV tydzień       | 12                          | 37776                       | 3148                        | 12                           | 16119                        | 1343                         | 24    | 53895  | 2246    |
| V tydzień        | 12                          | 64270                       | 5356                        | 12                           | 36120                        | 3010                         | 24    | 100390 | 4183    |
| Faza grupowa     | 60                          | 295534                      | 4926                        | 60                           | 139465                       | 2324                         | 120   | 434999 | 3625    |
| Turniej finałowy | 4                           | 31503                       | 7876                        | 6                            | 30123                        | 5021                         | 10    | 61626  | 6163    |
| Razem            | 64                          | 327037                      | 5110                        | 66                           | 169588                       | 2570                         | 130   | 496625 | 3820    |

#### według państw
| Państwo           | Mecze z udziałem gospodarza | Mecze z udziałem gospodarza | Mecze z udziałem gospodarza | Mecze bez udziału gospodarza | Mecze bez udziału gospodarza | Mecze bez udziału gospodarza | Razem | Razem  | Razem   |
| Państwo           | Mecze                       | Widzów                      | Średnia                     | Mecze                        | Widzów                       | Średnia                      | Mecze | Widzów | Średnia |
| ----------------- | --------------------------- | --------------------------- | --------------------------- | ---------------------------- | ---------------------------- | ---------------------------- | ----- | ------ | ------- |
| Argentyna         | 3                           | 15300                       | 5100                        | 3                            | 6500                         | 2167                         | 6     | 21800  | 3633    |
| Australia         | 3                           | 11220                       | 3740                        | 3                            | 11870                        | 3957                         | 6     | 23090  | 3848    |
| Brazylia          | 3                           | 30291                       | 10097                       | 3                            | 11945                        | 3982                         | 6     | 42236  | 7039    |
| Bułgaria          | 6                           | 24560                       | 4093                        | 6                            | 5430                         | 905                          | 12    | 29990  | 2499    |
| Chiny             | 6                           | 23300                       | 3883                        | 6                            | 13200                        | 2200                         | 12    | 36500  | 3042    |
| Francja           | 10                          | 41951                       | 4195                        | 12                           | 35017                        | 2918                         | 22    | 76968  | 3499    |
| Iran              | 3                           | 31300                       | 10433                       | 3                            | 7200                         | 2400                         | 6     | 38500  | 6417    |
| Japonia           | 3                           | 14350                       | 4783                        | 3                            | 5472                         | 1824                         | 6     | 19822  | 3304    |
| Kanada            | 3                           | 10539                       | 3513                        | 3                            | 6680                         | 2227                         | 6     | 17219  | 2870    |
| Korea Południowa  | 3                           | 6774                        | 2258                        | 3                            | 2485                         | 828                          | 6     | 9259   | 1543    |
| Niemcy            | 3                           | 4742                        | 1581                        | 3                            | 4104                         | 1368                         | 6     | 8846   | 1474    |
| Polska            | 6                           | 49934                       | 8322                        | 6                            | 30735                        | 5123                         | 12    | 80669  | 6722    |
| Rosja             | 3                           | 20076                       | 6692                        | 3                            | 5400                         | 1800                         | 6     | 25476  | 4246    |
| Serbia            | 3                           | 12600                       | 4200                        | 3                            | 3250                         | 1083                         | 6     | 15850  | 2642    |
| Stany Zjednoczone | 3                           | 16500                       | 5500                        | 3                            | 7200                         | 2400                         | 6     | 23700  | 3950    |
| Włochy            | 3                           | 13600                       | 4533                        | 3                            | 13100                        | 4367                         | 6     | 26700  | 4450    |
| Razem             | 64                          | 327037                      | 5110                        | 66                           | 169588                       | 2570                         | 130   | 496625 | 3820    |

## Nadawcy telewizyjni
FIVB i IMG otworzyły specjalny internetowy płatny kanał - Volleyball TV - na którym dostępne były transmisje ze wszystkich spotkań Ligi Narodów 2018. Kanał ten dostępny był w 34 państwach.
| Państwo                                                                                 | Stacja telewizyjna                             | Volleyball TV                                  |
| Afrykańska Konfederacja Piłki Siatkowej (CAVB)                                          | Afrykańska Konfederacja Piłki Siatkowej (CAVB) | Afrykańska Konfederacja Piłki Siatkowej (CAVB) |
| --------------------------------------------------------------------------------------- | ---------------------------------------------- | ---------------------------------------------- |
| Algieria                                                                                | ENTV                                           |                                                |
| Egipt                                                                                   | Nile Sports                                    |                                                |
| Libia                                                                                   | Libya Sports Channel                           |                                                |
| Maroko                                                                                  | SNRT                                           |                                                |
| Tunezja                                                                                 | Télévision Tunisienne 2                        |                                                |
| Azjatycka Konfederacja Piłki Siatkowej (AVC)                                            |                                                |                                                |
| Arabia Saudyjska                                                                        | Saudi Sport                                    |                                                |
| Australia                                                                               | Fox Australia                                  | T                                              |
| Bahrajn                                                                                 | Bahrain Sports                                 |                                                |
| Chiny                                                                                   | CCTV                                           |                                                |
| Filipiny                                                                                | –                                              | T                                              |
| Hongkong                                                                                | i-CABLE Sports                                 |                                                |
| Iran                                                                                    | IRIB                                           |                                                |
| Irak                                                                                    | IMN Sports                                     |                                                |
| Japonia                                                                                 | TBS                                            | T                                              |
| Japonia                                                                                 | NHK                                            | T                                              |
| Japan News Access                                                                       | Fuji TV                                        | T                                              |
| Japan News Access                                                                       | NTV                                            | T                                              |
| Jordania                                                                                | Sports Channel                                 |                                                |
| Katar                                                                                   | Al Kass                                        |                                                |
| Kazachstan                                                                              | S Sport                                        |                                                |
| Korea Południowa                                                                        | IB SPORTS                                      |                                                |
| Kuwejt                                                                                  | KTV Sport                                      |                                                |
| Malezja                                                                                 | Astro Arena                                    |                                                |
| Mjanma                                                                                  | Sky Net                                        |                                                |
| Nowa Zelandia                                                                           | –                                              | T                                              |
| Oman                                                                                    | Oman Sports TV                                 |                                                |
| Singapur                                                                                | StarHub                                        |                                                |
| Tajwan                                                                                  | Sportcast                                      |                                                |
| Tajlandia                                                                               | Thai TV3                                       |                                                |
| Zjednoczone Emiraty Arabskie                                                            | Abu Dhabi Sports                               |                                                |
| Południowoamerykańska Konfederacja Piłki Siatkowej (CSV)                                |                                                |                                                |
| Argentyna                                                                               | TyC Sports                                     | T                                              |
| Brazylia                                                                                | Rede Globo                                     |                                                |
| Peru                                                                                    | –                                              | T                                              |
| Konfederacja Piłki Siatkowej Ameryki Północnej, Centralnej i Regionu Karaibów (NORCECA) |                                                |                                                |
| Kanada                                                                                  | –                                              | T                                              |
| Dominika                                                                                | Sky México                                     |                                                |
| Dominikana                                                                              | Sky México                                     |                                                |
| Gwatemala                                                                               | Sky México                                     |                                                |
| Honduras                                                                                | Sky México                                     |                                                |
| Kostaryka                                                                               | Sky México                                     |                                                |
| Meksyk                                                                                  | Sky México                                     |                                                |
| Nikaragua                                                                               | Sky México                                     |                                                |
| Panama                                                                                  | Sky México                                     |                                                |
| Stany Zjednoczone                                                                       | FloSports                                      |                                                |

| Europejska Konfederacja Piłki Siatkowej (CEV) | Europejska Konfederacja Piłki Siatkowej (CEV) | Europejska Konfederacja Piłki Siatkowej (CEV) |
| --------------------------------------------- | --------------------------------------------- | --------------------------------------------- |
| Austria                                       | Sport1                                        | T                                             |
| Azerbejdżan                                   | S Sport                                       |                                               |
| Białoruś                                      | S Sport                                       |                                               |
| Belgia                                        | –                                             | T                                             |
| Bośnia i Hercegowina                          | Sport Klub                                    |                                               |
| Bułgaria                                      | Max Sport                                     | T                                             |
| Chorwacja                                     | Sport Klub                                    | T                                             |
| Cypr                                          | –                                             | T                                             |
| Czarnogóra                                    | Sport Klub                                    |                                               |
| Czechy                                        | –                                             | T                                             |
| Dania                                         | –                                             | T                                             |
| Estonia                                       | –                                             | T                                             |
| Finlandia                                     | –                                             | T                                             |
| Francja                                       | L’Équipe                                      | T                                             |
| Grecja                                        | –                                             | T                                             |
| Gruzja                                        | S Sport                                       |                                               |
| Hiszpania                                     | –                                             | T                                             |
| Holandia                                      | Ziggo Sport                                   | T                                             |
| Irlandia                                      | –                                             | T                                             |
| Litwa                                         | –                                             | T                                             |
| Luksemburg                                    | –                                             | T                                             |
| Łotwa                                         | –                                             | T                                             |
| Malta                                         | –                                             | T                                             |
| Niemcy                                        | Sport1                                        | T                                             |
| Niemcy                                        | Sportdeutschland.TV                           | T                                             |
| Polska                                        | Polsat                                        |                                               |
| Portugalia                                    | Sport TV                                      |                                               |
| Rosja                                         | Match TV                                      |                                               |
| Rumunia                                       | –                                             | T                                             |
| Serbia                                        | Sport Klub                                    | T                                             |
| Słowacja                                      | –                                             | T                                             |
| Słowenia                                      | Sport Klub                                    | T                                             |
| Szwajcaria                                    | Sport1                                        |                                               |
| Szwecja                                       | –                                             | T                                             |
| Turcja                                        | S Sport                                       |                                               |
| Węgry                                         | –                                             | T                                             |
| Wielka Brytania                               | –                                             | T                                             |
| Włochy                                        | RAI                                           | T                                             |